# プライムニュース しずおか
『プライムニュース しずおか』（ラテン文字表記：PRIME news Shizuoka）はテレビ静岡（SUT）で夕方に放送されていた静岡県向けのローカルワイドニュース番組である（フジテレビ発の全国ニュース『プライムニュース イブニング』を内包）。

## 概要
キー局であるフジテレビが新たな夕方の報道番組として『プライムニュース イブニング』をスタートさせることに伴い、2015年3月30日から約3年続いた『みんなのニュース しずおか』の後継番組として2018年4月2日に放送を開始した。テレビ静岡では多くの系列局と同様に『プライムニュース』に移行後も全国ニュースとタイトルを統一し、ローカルニュース部においても『プライムニュース』を冠していた。
前番組から引き続き、『てっぺん!』（16:53 - 17:53）と合せたローカルコンプレックス番組『静岡すみずみアワー』の第2部として放送されていた。
番組のロゴはフジテレビのロゴを少しかえ、テロップや音楽は独自のものを使用している。
- カラーリング：PRIMEnewsShizuoka

上の段に『PRIME』、下の段に『news Shizuoka』と表記。

## 放送時間
平日版
- 2018年4月2日 - 2019年3月29日 月曜日 - 金曜日 17:53 - 19:00
  - このうち、17:53 - 18:14は東京発の『プライムニュース イブニング』を放送。

週末版
- 2018年4月7日 - 2019年3月31日 土曜日・日曜日 17:30 - 18:00
  - このうち、17:30 - 17:46は東京発の『プライムニュース イブニング』を放送。

## キャスター
全キャスターが前番組からの移行である。
メインキャスター
- 月 - 木曜日
  - 蓮見直樹（テレビ静岡アナウンサー）
  - 本谷育美（テレビ静岡アナウンサー）
- 金曜日
  - 永井俊樹（テレビ静岡アナウンサー）
  - 田中美紗貴（テレビ静岡アナウンサー）

天気予報
- 片山美紀（気象予報士、ウェザーマップ所属）

週末
- 土曜・日曜ともに上記以外のテレビ静岡所属のアナウンサー・記者のシフト勤務